# Барриос, Агустин

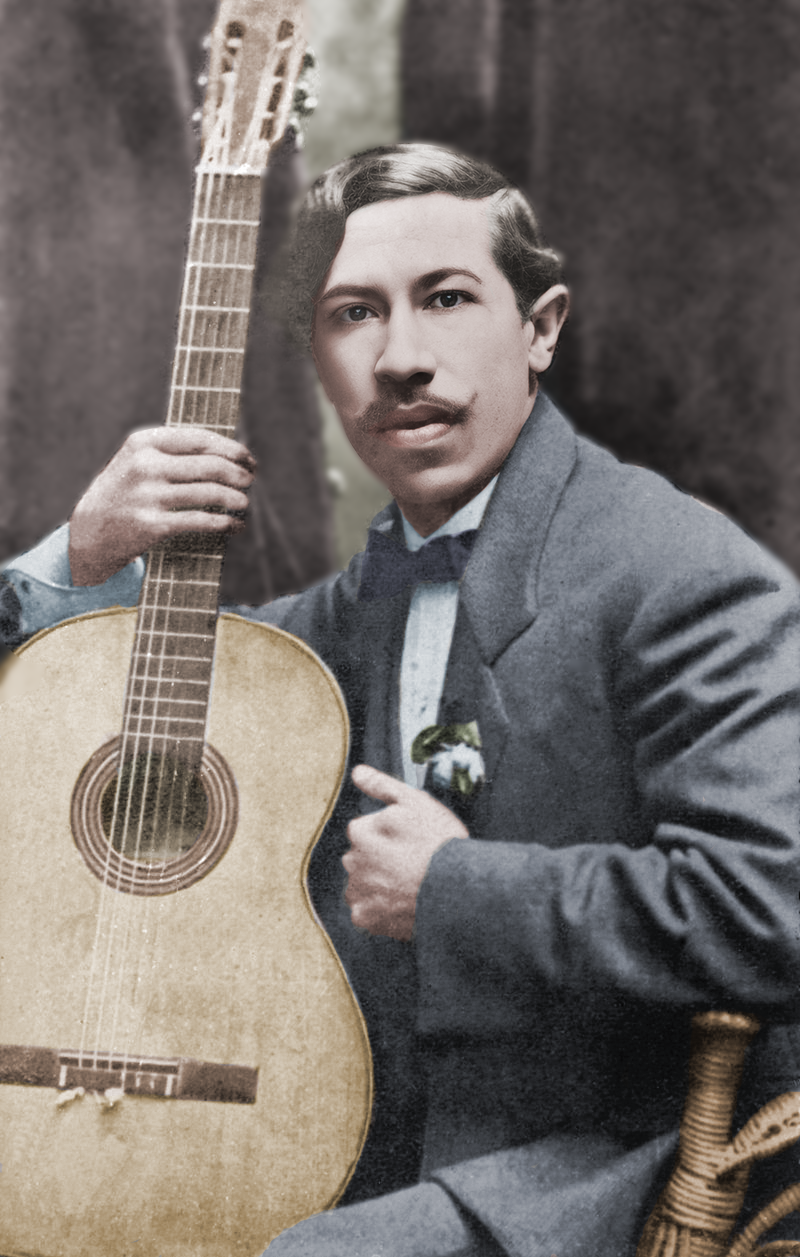
Агустин Барриос, 1910

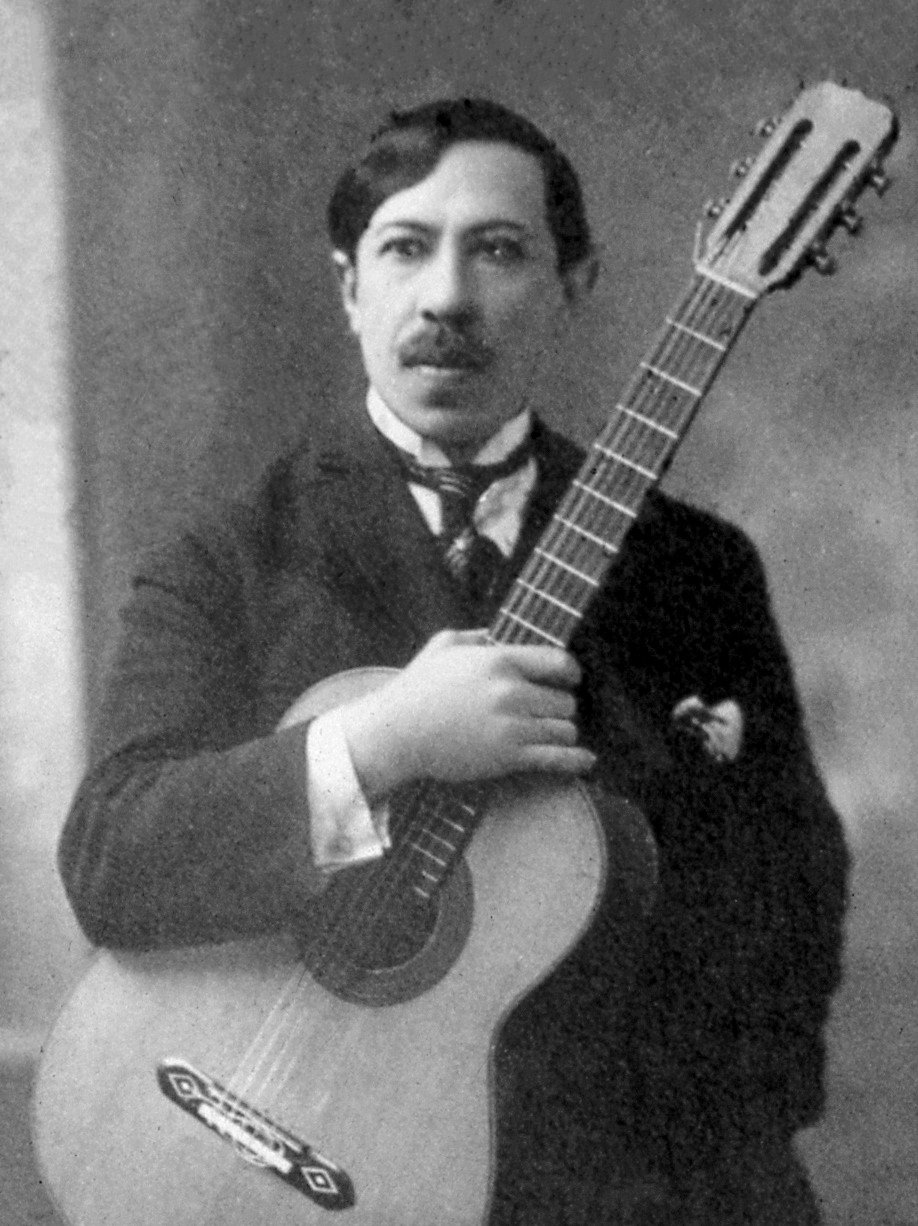
Агустин Барриос, 1922

Агусти́н Пи́о Ба́рриос Мангоре́ (исп. Agustín Pío Barrios Mangoré; 5 мая 1885, Сан-Хуан-Баутиста ― 7 августа 1944, Сан-Сальвадор) ― парагвайский классический гитарист и композитор.
Игре на гитаре учился с раннего детства наряду с другими семью детьми, росшими в семье и составившими маленький семейный оркестр. В 13-летнем возрасте был замечен гитаристом и педагогом Густаво Соса Эскаладой и приглашён для продолжения музыкального образования в Асунсьон, в дальнейшем здесь же брал уроки композиции у Николо Пеллегрини. Регулярно выступал с концертами, в том числе вместе со своим учителем. В 1910 году покинул Парагвай с намерением сыграть несколько концертов в Аргентине, но там был принят с таким шумным успехом, что в последующие четырнадцать лет не возвращался на родину, гастролируя в Бразилии, Чили и Уругвае (где совершенствовался у Антонио Хименеса Манхона). Дипломат Томас Саломини организовал сольные концерты Барриоса в Мексике и на Кубе. Известность приходит к Барриосу в 1919 году, когда он выступает в присутствии президента Бразилии. В 1930 году он берёт псевдоним «Мангоре» в честь легендарного парагвайского героя, и в 1934 году, вновь при поддержке Саломини, едет в Европу, поселяется в Берлине и посещает Бельгию и Испанию. Через два года гитарист возвращается в Америку, где с 1939 года до самой смерти преподаёт в консерватории Сан-Сальвадора.
Барриос ― первый крупный южноамериканский гитарист, получивший известность у европейской публики. Некоторые критики сравнивали его с Андресом Сеговией и Никколо Паганини. В 1913―1929 годах он сделал ряд записей. Композиторское наследие Барриоса включает более трёхсот сочинений для гитары, многие из которых до нашего времени не изданы. В репертуар современных гитаристов входят его сюита «Собор» (исп. La Catedral), вальсы, прелюдии, вариации и другие произведения.